# Ladrón de corazones
Ladrón de corazones es una telenovela de Argos Comunicación y Telemundo producida en el 2003. Protagonizada la actriz mexicana Lorena Rojas, el actor colombiano Manolo Cardona y la participación antagónica del primer actor Humberto Zurita y las actuaciones estelares de Roberto Mateos, Fabiola Campomanes Claudia Lobo y Álvaro Guerrero. Es la versión de la telenovela argentina Poliladron.

## Sinopsis
Ladrón de corazones es una novela de intensa pasión, acción, traición y drama que cuenta la historia de amor entre Gustavo Velasco, un ladrón por obligación, y Verónica Vega, una policía encubierta. El destino los une para destruir una red de narcotraficantes, responsable por la muerte del padre de Gustavo. Lo que ninguno sospecha es que Antonio Vega, el padre de Verónica es el verdadero asesino y está involucrado con la red. Él es un hombre despiadado y ambicioso cuyo gran propósito en la vida es la acumulación desmedida de poder. Juega una doble vida, por un lado es un respetado hombre de negocios, expolicía de alto nivel y buen padre. Por otra parte, es el “capo” de la organización mafiosa más temible del país la cual dirige bajo el manto del anonimato.
La historia comienza cuando Gustavo vuelve a México después de diez años de ausencia en busca de vengar la muerte de su padre. El joven trata de proteger a su padrino Ferreira, quien está a punto de ser liberado de la cárcel. Por su parte, la brigada Omega pretende seguirle los pasos a Ferreira una vez excarcelado, porque están seguros de que éste va a conducirlos a presas mayores del narco. Es allí cuando Verónica ve por primera vez a Gustavo y es por ello que, en principio, lo supone involucrado con la red.
Más tarde, Gustavo, buscando información, se acerca a Verónica quien en ese momento actúa de encubierta como prostituta. A pesar de las circunstancias, Gustavo se siente fuertemente atraído hacia ella. Verónica, por su parte, se llena de emociones contrarias en ese primer encuentro porque ningún hombre había podido ver tan dentro de ella como Gustavo. Posteriormente él es detenido por la brigada, por las propias manos de ella. El tiempo que alternan en los interrogatorios causa gran impacto para ambos.
Para Verónica todas sus certezas se rompen: su próxima boda con Esteban, la seguridad sobre sus sentimientos, la frialdad de la rutina sentimental que siempre ha sentido. Toda su existencia sufre un colapso cuando comienza a sentir que Gustavo es el hombre de su vida. Que ese hombre, para colmo un delincuente, ve en ella cosas que nadie ha visto, que le provoca un caos emocional, que la desarma y finalmente la hace sentirse una mujer completa.
Por su parte, la atracción que Gustavo siente por esa mujer, para colmo policía, es tan grande que olvida su promesa de no comprometerse con ninguna mujer. Siente que es capaz de todo por ella, que quiere amarla de un modo total, completo, que quiere tenerla para siempre en su vida.
Gustavo y Verónica se enamoran perdidamente a pesar de todos los obstáculos que enfrentan. ¿Podrán estos dos jóvenes, de vidas totalmente opuestas, vivir juntos y ser felices?.

## Elenco
- Lorena Rojas ... Verónica Vega
- Manolo Cardona ... Gustavo Velasco
- Humberto Zurita ... Antonio Vega
- Roberto Mateos ... Esteban de Llaca
- Fabiola Campomanes ... Inés Santoscoy
- Claudia Lobo ... Celia Tapia de Velasco
- Marcos Valdés ... Ramiro Barrientos
- Raúl Arrieta ... Froylan Narváez
- Roberto Medina ... Padre Anselmo Tapia
- Marco Treviño ... Mateo
- Sergio Ochoa ... Tarta
- Lisa Owen ... Magdalena Tapia
- Wendy de los Cobos ... María Castillo
- Teresa Selma ... Doña Francisca Zambrano de Velasco
- Paola Ochoa ... Refugio
- Enoc Leaño ... Ibañez
- Aarón Beas ... Gabriel
- Carlos Coss ... El Chino
- Alberto Guerra ... Tony Castillo
- Marisol Centeno ... Claudia Barrientos
- Teresa Tuccio ... Susan Estévez
- Daniela Bolaños ... Nancy Barrera
- Marisol del Olmo ... Marcela
- Álvaro Guerrero ... José Salvador Martínez 'Chepe'
- Marcelo Buquet ... Patricio Benítez
- Luis Gerardo Méndez ... Raúl
- Patricia Marrerro ... Teresa
- Angélica Celaya ... Renata
- Gabriel Porras ... Román
- Alfredo Ahnert ... Charles
- Rubén Cristiany ... Obispo
- Rodolfo Arias ... Carlos
- Luis Cárdenas ... Secretario Manuel
- Alfonso Diluca ... Leonardo de la Lama
- Emilio Guerrero ... Leyva
- Eugenio Montessoro ... Hernán Ferreira
- Irineo Álvarez ... Secretario
- Roberto Montiel ... Presidente
- Guillermo Ríos ... Manuel Martínez
- Marco Antonio Aguirre ... Chetas
- Candela Ferro ... Elena Aragón
- Seraly Morales ... Doctor
- Raúl Ortiz ... Doctor
- Erwin Veytia ... Virgilio
- Hugo Albores ... Islas
- Adrian Alonso ... Niño
- Fernando Banda ... Fernando
- Moisés Cardez ... Sicario
- José Antonio Coro ... Doctor
- Ignacio Flores de la Lama ... Jugador
- Marcela Espeso ... Vendedora
- Jaime Estrada ... Gerente de Boxeo
- John Gertz ... Bill Carson
- Aurora Gil Castro ... Acompañante
- Antonio Gozat ... El Chato
- Héctor Holten ... El director de la cárcel
- César Izaguirre ... Testigo protegido
- Paco Mauri ... Juez
- David Rencoret ... Francisco Santoscoy
- Patricia Rozitchner ...	Silvia
- Juan Ríos Cantú ... Emilio Escobar
- Manuel Medina ... Benny
- Alejandro Usigli ... Narco
- Jorge Victoria ... Espinoza
- Keyla Wood ... Anna
- Luis Yeverino ... Secuestrador
- Antonio Zagaceta ... Ugalde
- Marco Zetina ... Narco